# Dárdai Péter

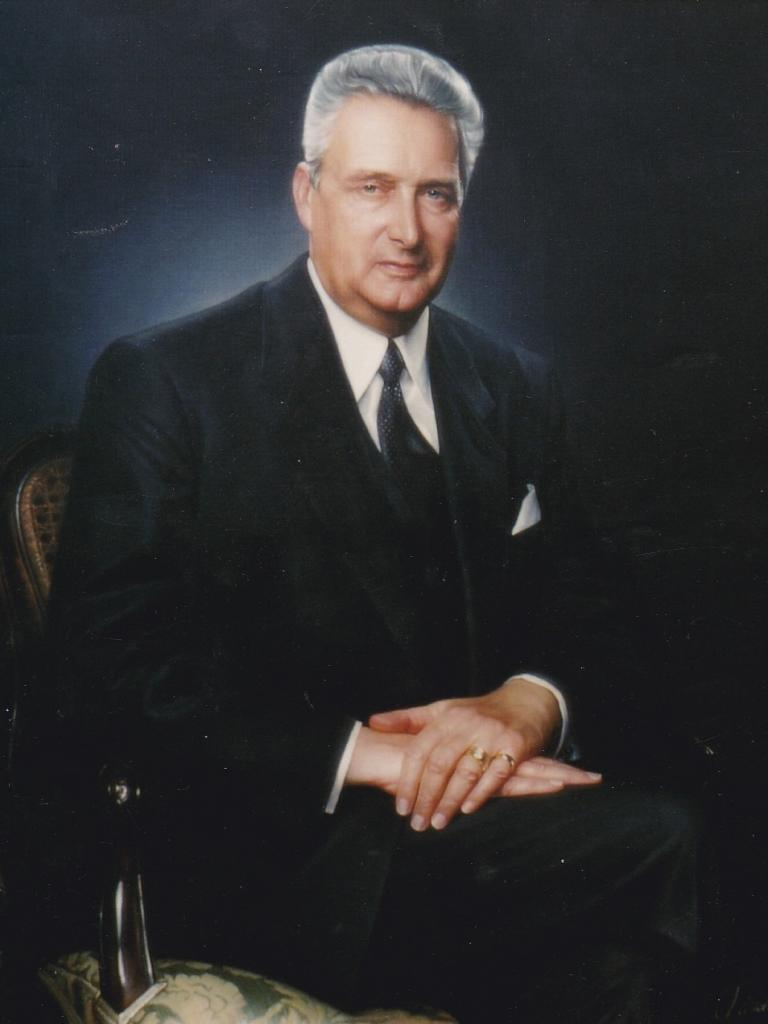
Carl Herzog Duke of Württemberg

Dárdai Péter (születési neve: Humayer Péter) Budapest, 1969. szeptember 22.–) festőművész.

## Pályafutása
Képzőművészeti tanulmányait a budapesti Török Pál utcában, a Képző és Iparművészeti Szakközépiskolában kezdte. A figurális ábrázolás iránti gyermekkori vonzalmát, Dombyné Szántó Melánia terelgette az akadémikus festészet irányába. A szakközépiskola után Olaszországban – Róma–Velence – fejlesztette tovább képi megjelenítésének skáláját a mediterrán koloratúra és a grafikus ábrázolás eszközhasználatával.

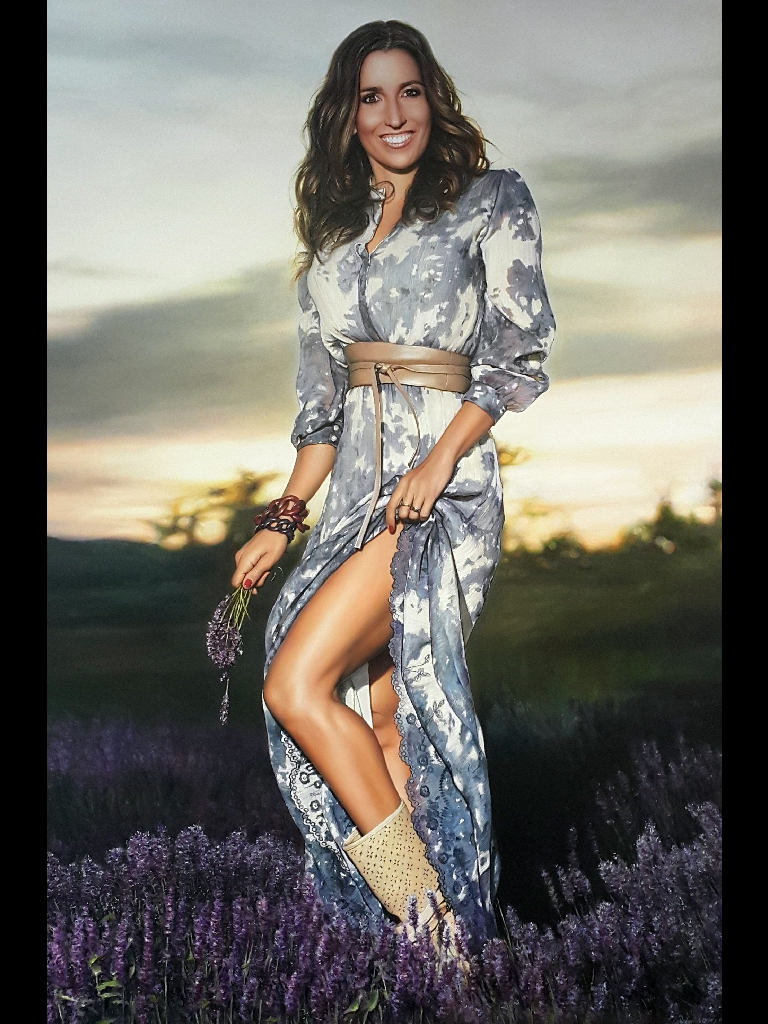
Rubint Réka (Dárdai Péter olajfestménye)

1997-től, hét éven át a Stuttgart melletti Schwaikheimban él és alkot. Kedvelt témája a portréfestészet. Ebben az időszakban festi meg a Daimler–Benz cégalapítóit, és a névadó, Mercedes Jellinek portréját, egy fekete-fehér fotóról. 
Az ekkor készült képek közül néhány:
- S.K.H. Karl Herzog von Württemberg
- I.K.H. Herzogin Diane von Württemberg
- Hoffmeister Ahnengalerie
- Seydelmann Ahnengalerie
- Michael Schumacher
- Stuttgarter O.B. Schuster
- Anton Graf von Faber Castell
- Robert Bosch
- Klichko testvérek
- Elfriede von Hofen
- Johann Soravia
- Kimberly Tuffo-Page
- Gregor József
- Albert Böhler
- Gottfried Schenker
- Franco Nerto
- Jose Cura
- Catherine Denevue
- Rubint Réka
- Rashid bin Saeed Al Maktoum
- Sheikh Khalifa bin Zayed bin Sultan Al Nahyan
- H.E. Khalaf Ahmad Al Habtoor
- H.H. Mohammed bin Zayed Al Nahyan
- H.H. Sheikh Mohammed bin Rashid Al Maktoum
- Khalaf Ahmad Al Habtoor Founder and Chairman of the Al Habtoor Group Sheikh Zayed bin Sultan Al Nahyan

...

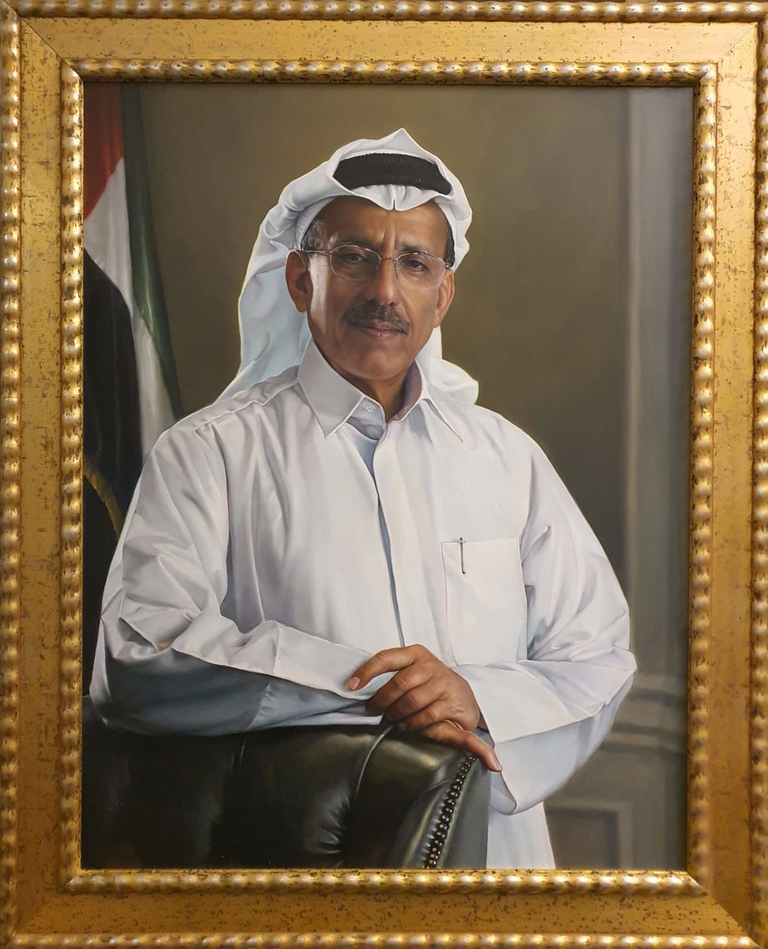
Khalaf Ahmad Al Habtoor Founder and Chairman of the Al Habtoor Group

2004-ben házasságot köt Forró Rékával, az idő óta Magyarországon folytatja tanulmányait, de már nem csak a festészet, hanem a Biblia üzenetének megértése területén is.[forrás?]